# Zagarolo
Zagarolo – miejscowość i gmina we Włoszech, w regionie Lacjum, w prowincji Rzym.
Według danych na rok 2004 gminę zamieszkiwały 11 902 osoby, 425,1 os./km².